# Stanisława Afanasjewa
Stanisława Afanasjewa – działaczka polonijna w Rosji.
Pochodzi z Wileńszczyzny. Studiowała w Mińsku. Zamieszkała w Smoleńsku. Ma męża Rosjanina i dzieci.
Została założycielką i działaczką Stowarzyszenia „Dom Polski” w Smoleńsku” (objęła funkcje prezesa i wiceprezesa). Zasiadła w Prezydium władz Kongresu Polaków w Rosji. Zajmuje się między innymi przyjmowaniem Polaków odwiedzających pobliski Katyń, miejsce zbrodni katyńskiej oraz tamtejszy Polski Cmentarz Wojenny. Brała udział w obchodach 70. rocznicy zbrodni katyńskiej w 2010.

## Odznaczenia
- Złoty Krzyż Zasługi (25 lipca 2005, postanowieniem Prezydenta RP Aleksandra Kwaśniewskiego za zasługi w działalności polonijnej, za popularyzowanie kultury polskiej)[9]
- Krzyż Kawalerski Orderu Zasługi Rzeczypospolitej Polskiej (24 marca 2005, postanowieniem Prezydenta RP Lecha Kaczyńskiego za wybitne zasługi w działalności na rzecz krzewienia polskości na Ziemi Smoleńskiej, za propagowanie prawdy o najnowszej historii Polski)[10][11]